# Go-Nara
Go-Nara (後奈良, 26 de janeiro de 1495 – 27 de setembro de 1557) foi o 105º imperador do Japão, na lista tradicional de sucessão. Pertencia ao Ramo Jimyōin-tō da Família Imperial. Seu reinado abrangeu os anos de 1526 a 1557.

## Vida
Antes de ascender ao Trono do Crisântemo, seu nome pessoal era Príncipe Imperial Tomohito. Foi o segundo filho do imperador Go-Kashiwabara. Sua mãe foi Kajūji Fujiko, que mais tarde adotou o nome budista de Burakumon'in; filha de Kajūji Norihide líder do Ramo Kajūji do Clã Fujiwara.
Em 9 de junho de 1526, Tomohito foi proclamado imperador Go-Nara após a morte de seu pai. Go-Nara começou seu reinado aos 31 anos. No final deste ano o xogum Ashikaga Yoshiharu convidou arqueiros de províncias vizinhas para ir à capital para um concurso de arco e flecha.
Em 1527, Miyoshi Motonaga organizou um exército na Província de Awa e marchou em direção a capital. Hosokawa Takakuni procurou impedir que esse exército prosseguisse atacando-os no rio Katsura, mas não tive sucesso. Hosokawa Takakage veio em seu auxílio e suas forças combinadas conseguiram deter o avanço do exército. Em 1528: O ex-Kanpaku Konoe Taneie se tornou Sadaijin. O antigo Naidaijin Koga Tsūgen tornou-se Udaijin. O ex-Dainagon Kujō Tanemichi tornou-se Naidaijin.
Go-Nara só foi formalmente coroado imperador em 1538, dez anos depois. A Corte Imperial estava tão empobrecida que um apelo nacional por contribuições não pode ser formulado. Somente com contribuições do clã Hōjō, do clã Ōuchi, do clã Imagawa e de outros grandes clãs daimiôs do período Sengoku permitiram que o imperador realizasse as cerimônias formais de coroação.
Em 1543 um junco chinês com aventureiros portugueses a bordo refugiou-se de uma tempestade na costa e aportou em Tanegashima o junco transportava arcabuzes e Tanegashima Tokitaka, daimiô da região, comprou as armas europeias que dessa forma foram introduzidas no Japão, passando a ser chamadas tanegashima devido a sua origem.
Em 1551 membros da Corte que estavam preparando a mudança de Go-Nara de Quioto, devastada pela guerra, para a cidade de Ōuchi, em Yamaguchi, foram mortos no Incidente de Tainei-ji, um golpe pelo domínio do clã Ōuchi. O massacre dos membros da Corte em Yamaguchi resultou em uma perda generalizada de registros da Corte, em especial os registros de como deveriam ser feitos os rituais imperiais e o calendário desses rituais. Durante e após o Incidente o imperador permaneceu em Quioto.
Em 1557 o Go-Nara veio a falecer aos 60 anos. Go-Nara é consagrado com outros imperadores no túmulo imperial chamado Fukakusa no kita no misasagi em Fushimi-ku, Quioto.